# Recuperação Judicial
Recuperação Judicial é um instrumento previsto na legislação brasileira para empresas que se encontram em situação de crise econômico-financeira. É um processo desenvolvido no âmbito do Poder Judiciário que visa a reestruturação da empresa devedora com o objetivo de evitar a falência e garantir a manutenção do emprego e o interesse dos credores, preservando, assim, sua função social e estímulo à atividade econômica.
O processo de Recuperação Judicial é regido pela Lei 11.101/2005, também conhecida como Lei de Falências e Recuperação de Empresas. Segundo o artigo 50 da lei, o processo prevê uma série de medidas que podem ser adotadas, como, por exemplo, a renegociação das dívidas com os credores com novos prazos para pagamento, a venda de ativos ou alteração do controle societário.
Apenas os empresários e as sociedades empresárias podem pedir a Recuperação Judicial. Conforme o artigo 2º, a lei de Recuperação Judicial não se aplica a empresa pública e sociedade de economia mista, instituição financeira pública ou privada, cooperativa de crédito, consórcio, entidade de previdência complementar, sociedade operadora de plano de assistência à saúde, sociedade seguradora, sociedade de capitalização e outras entidades legalmente equiparadas às anteriores.
Uma das principais consequências da aprovação do plano de recuperação consiste na suspensão da maior parte dos débitos da empresa. Ou seja, o pagamento aos credores é adiado ou suspenso, para que a empresa foque o pagamento de funcionários, tributos e matéria-prima, essenciais para o funcionamento do negócio.
Com o advento das mudanças da legislação, a Recuperação Judicial substituiu a figura jurídica da concordata.
O processo de Recuperação Judicial começa com o pedido apresentado pela empresa, que deve comprovar a sua situação de crise econômico-financeira. O pedido deve ser acompanhado, entre outros documentos previstos no artigo 51 da Lei 11.101/2005, por demonstrações contábeis, extratos bancários, relação de empregados, de credores e dos bens da empresa.
Depois de apresentada a documentação, o juiz responsável pelo poderá autorizar ou não o pedido. Caso aceite, será nomeado um administrador judicial, que será responsável por acompanhar todo o processo.
O plano de recuperação judicial é o documento que contém todas as medidas que serão adotadas pela empresa para superar a crise econômico-financeira, conforme orienta o artigo 53 da lei. Ele pode ser apresentado pela empresa ou pelos credores, que devem aprová-lo em assembleia.

"Após a aprovação pelos credores presentes no conclave, a autonomia privada é mitigada pelo juízo competente, ao homologar o Plano de Recuperação Judicial, após controle de legalidade de suas cláusulas. Isto porque, não raras vezes, o Plano de Recuperação Judicial extrapola os limites legais". Assim, conforme conclui Oreste Laspro (2021):
"A autonomia privada só encontrará respaldo no ordenamento jurídico brasileiro se a propriedade, o contrato e a empresa atenderem sua função social, ou seja, os interesses juridicamente tutelados deixam de ser meramente individuais/privados e passam a ser coletivos/públicos".
Caso o plano seja aprovado, a empresa terá um prazo para colocá-lo em prática. Se a empresa cumprir todas as medidas previstas no plano, ela poderá sair da recuperação judicial e retomar suas atividades normalmente. Se a empresa não conseguir cumprir as medidas previstas no plano de recuperação judicial, o Judiciário poderá decretar a falência.
A regulamentação do tema no Direito Brasileiro remonta ao Decreto-Lei 7.661/1945, que tratava da concordata e falência, e foi substituído pela atual Lei 11.101/2005. Esta lei passou por uma atualização em 2020, com a promulgação da Lei 14.112/2020.
As mudanças de 2020 permitiram ampliar o financiamento a empresas em recuperação judicial, melhoraram o parcelamento e o desconto para pagamento de dívidas tributárias e possibilitaram aos credores apresentar plano de recuperação da empresa. A reforma da legislação também autorizou a aceleração da alienação de ativos para o pagamento de credores, que deverá ocorrer no prazo máximo de 180 dias.
"A legislação deve ser interpretada de forma teleológica. De fato, não há dúvida que existe uma preocupação muito grande em acelerar o processo de modo a encerrá-lo da forma mais breve possível. Todavia, se, pela natureza dos bens ou pela situação do mercado, for necessário mais tempo para a concretização da venda, não nos parece razoável impor uma venda às pressas em detrimento da obtenção de um valor superior e que beneficiará diretamente todos os credores", pondera LASPRO.

A baixa quantidade de juízos especializados para lidar com as complexidades específicas de um processo de recuperação judicial é um dos principais entraves do Poder Judiciário. A pesquisa "Especialização e Consensualidade na Recuperação de Empresas", do Centro de Inovação, Administração e Pesquisa do Judiciário da FGV Conhecimento (CIAPJ/FGV), mostra que há 23 varas especializadas distribuídas em dez estados. São Paulo concentra cinco delas. Ceará, Mato Grosso e Tocantins indicaram ter três varas especializadas cada. Bahia, Rio Grande do Sul e Paraná têm duas varas, enquanto Distrito Federal, Santa Catarina e Sergipe têm apenas um juízo especializado.